# Торрес, Оливер
О́ливер То́ррес Му́ньос (исп. Óliver Torres Muñoz; 10 ноября 1994, Навальмораль-де-ла-Мата) — испанский футболист, полузащитник клуба «Монтеррей». Чемпион юношеского чемпионата Европы до 19 лет.

## Клубная карьера
Оливер присоединился к юношеской команде «Атлетико Мадрид» 2008 года, в возрасте тринадцати лет. В апреле 2012 года игрок стал привлекаться к играм второй команды клуба, а 20 августа дебютировал за главную команду. В матче с «Леванте» (1:1) он на 64-й минуте заменил Адриана Лопеса.
31 января Оливер перешёл на правах аренды в команду «Вильярреал».
Летом 2014 года арендован «Порту». Первый гол за «Порту» забил в матче против «Морейренсе».

## Карьера в сборной
Оливер выступал за различные . В 2012 году в составе сборной Испании (до 19 лет) он стал чемпионом Европы в возрастной категории до 19 лет. В составе сборной Испании (до 20 лет) Оливер участвовал на чемпионат мира 2013 года среди сборных до 20 лет, на том турнире Оливер сыграл в 5 матчах, а сборная Испании вылетела в четвертьфинале. 5 сентября 2013 года Оливер дебютировал за сборную Испании (до 21 года), выйдя на замену в матче отборочного раунда ЧЕ-2015 года среди молодежных сборных.

## Достижения
«Атлетико Мадрид»
- Чемпион Испании: 2013/14
- Обладатель Кубка Испании: 2012/13
- Финалист Лиги чемпионов УЕФА (2): 2013/14, 2015/16

«Порту»
- Чемпион Португалии: 2017/18

«Севилья»
- Победитель Лиги Европы УЕФА (2): 2019/20, 2022/23

Сборная Испании
- Чемпион юношеского чемпионата Европы (до 19 лет): 2012